# Lauter-Bernsbach
Lauter-Bernsbach – miasto w Niemczech, w kraju związkowym Saksonia, w powiecie Erzgebirgskreis. Powstało 1 stycznia 2013 przez połączenie gminy Bernsbach oraz miasta Lauter/Sa., na którego powierzchni automatycznie powstała dzielnica Lauter.